# Guerra civil ecuatoriana de 1859-1860
La guerra civil de 1859 a 1860 fue un conflicto civil ecuatoriano que tuvo lugar durante la guerra peruano ecuatoriana,donde se enfrentaron las fuerzas militares de rebeldes conservadores liderados por el doctor Gabriel García Moreno,contra las fuerzas del gobierno liberal del presidente Francisco Robles y el general Guillermo Franco,en respuesta a las decisiones gubernamentales tomadas por el gobierno contra la invasión peruana orquestada por el presidente Ramón Castilla,la aguda crisis político-social de la población,y ante el riesgo del país por perder su soberanía tras la aprobación del tratado de Mapasingue,siendo uno de los conflictos más trascendentales de la historia del Ecuador,el bando rebelde saldría victorioso en 1860 tras la derrota como el exilio forzado de cada uno de los líderes liberales,y el ascenso de poder de Gabriel García Moreno,poniendo fin a la crisis diplomática de 1858 - 1860 con Perú,la anulación del tratado de mapasingue,y la reunificación del estado ecuatoriano,lo que desencadenaría el fin de la época marcista y el surgimiento de la etapa de dominio garciano.

## Antecedentes
La guerra civil ecuatoriana también denominada como Los Terribles Años 1859 - 1860,se dieron en consecuencia a los rezagos político sociales que se dejó durante la independencia y el nacimiento del Ecuador como estado,en 1824 tras poner fin al periodo de la independencia con la batalla de Ayacucho, que depuso del poder español al Rey Fernando VII sobre las colonias americanas,tuvo lugar una fuerte disputa entre Simón Bolívar, Francisco de Paula Santander y José Antonio Páez,dando inicio aún fuerte movimiento en contra de Simón Bolívar en la Gran Colombia, la creciente enemistad con Francisco de Paula Santander,  Simón Bolívar ajeno a las advertencias de José de San Martín,ganaría el repudio de Perú por su gobierno dictatorial, la antipatía de los militares José Riva-Agüero o José Bernardo Tagle, la oposición de los pueblos indígenas que mantenían viva la imagen de Tupac Amaru II,el irrespeto al límite territorial a la Real Cédula de 1802 y el nacimiento de la República de Bolivia.
En 1828 tuvo lugar un golpe de Estado en contra del mariscal Antonio José de Sucre comandado por el general Agustín Gamarra,dando a inicio a la guerra gran colombo-peruana, enfrentándose al ejército del mariscal nacido en cuenca José de La Mar, la guerra tendría su final en 1829 cuando se proclamó el Tratado de Guayaquil que determinó Statu quo ante bellum tras la batalla de Tarqui, y el golpe de Estado de Agustín Gamarra contra José de La Mar que terminó exiliado tiempo después de su caída, sin proclamar vencedor la guerra dejaría a la Gran Colombia al borde de la desaparición, la guerra contra Perú y la enemistad entre Simón Bolívar con Francisco de Paula Santander llegó al punto muerto tras la conspiración septembrina, el descontento militar, la disputa entre federalistas con centralistas y la oposición de grupos liberales, llevó al inminente colapso de la Gran Colombia, dando inicio a su separación en tres Estados independientes.
En 1829 repudiados por la población venezolana como colombiana, bajo acusaciones de intentar proclamar un imperio al estilo de Napoleón Bonaparte y con la prohibición de entrada bajo órdenes directas Santiago Mariño y José Antonio Páez, se emitiría la orden de exilio de Simón Bolívar y Antonio José de Sucre de Venezuela, como de Colombia bajo órdenes de José María Obando,la desaparición de la Gran Colombia, llevó a que el Perú desconociera el tratado de Guayaquil, derivando en el conflicto limítrofe con la República de la Nueva Granada y el Estado del Ecuador, para 1830 mientras se ponía fin a la influencia Gran Colombina en el Distrito del Sur,se produjo el magnicidio de Antonio José de Sucre,la muerte de Simón Bolívar, y el nacimiento del Estado de Ecuador,donde tuvo lugar un proceso electoral de 1830 donde se eligió como presidente al general Juan José Flores quien previamente ocupó el cargo de Jefe Distrital,ante el asesinato de Antonio José de Sucre previo a su fallecimiento Simón Bolívar junto a su edecán y amigo personal Daniel Florencio O'Leary le enviaron una carta a Juan José Flores,donde la advertiría sobre la influencia del abogado José Joaquín de Olmedo sobre Guayas, su ahora enemistad con el terrateniente Vicente Ramón Roca y la amenaza que sería el regreso del político Vicente Rocafuerte.
En 1830 con el general Juan José Flores como presidente del Estado del Ecuador su gobierno estuvo marcado por la fuerte oposición de los grupos liberales como el Quiteño Libre que buscaban seguir los ideales de la ilustración que dejó Eugenio Espejo, Juan de Velasco o Carlos de Montúfar, comandados por los abogados Vicente Rocafuerte y José Joaquín de Olmedo, la paciencia de la población llegó al límite por el abuso de poder del presidente Juan José Flores contra grupos liberales, la derrota en la Guerra del Cauca,el asesinato de los próceres Francisco Hall, José María Sáenz y Luis Urdaneta, en 1833 el abogado Vicente Rocafuerte dio inicio un proceso militar conocido como la Revolución de los Chihuahuas contra Juan José Flores, aunque tiempo después ambos harían un pacto para derrotar al ejército sublevado del abogado José Félix Valdivieso que había formado una jefatura suprema en la región de la sierra en la batalla de Miñarica.
En 1835 se produjo un proceso electoral siendo vencedor Vicente Rocafuerte con el apoyo de Juan José Flores, ambos harían un pacto donde los dos se repartirán el poder durante la presidencia de Vicente Rocafuerte, siendo criticado por su pacto como sus decisiones que favorecía a la familia de Juan José Flores, el exilio forzado de Manuela Sáenz y varios próceres de la independencia, sin embargo Vicente Rocafuerte secretamente formó parte de varias conspiraciones en contra de Juan José Flores, tras su salida del país dio apoyo a José Joaquín de Olmedo, Diego Noboa, Vicente Ramón Roca y Antonio Elizalde en la Revolución marcista que puso fin al dominio floreano,culminando con el exilio de Juan José Flores del país a pesar del éxito de la revolución, las diferencias ideológicas entre los líderes de la revolución, llevó a que José Joaquín de Olmedo fuera privado de cualquier cargo en el nuevo gobierno, del mismo modo la posición de Vicente Ramón Roca y Diego Noboa fue criticada por su marcada cercanía conservadora, como su desinterés ante el peligro de Juan José Flores quien previamente había pactado con la reina María Cristina de Borbón y el rey Luis Felipe I en un fallido plan de convertir el país en una monarquía.
En 1850 asciende a la presidencia Diego Noboa quién al permitir el regreso de la Compañía de Jesús tras su expulsión ordenada por el rey Carlos III de España,provocó una crisis diplomática con el presidente granadino José Hilario López, aunado ha un plan de vender las islas Galápagos a la Reina Victoria de Gran Bretaña,es en este contexto que el general José María Urbina en 1851 orquestó un golpe de Estado contra Diego Noboa,lo que produjo la ascensión de los liberales y depuso del cargo a los conservadores o floreanos, es con eso que José María Urbina sería posesionado en la presidencia en 1852, el presidente José María Urbina molestó al sentimiento religioso mayoritariamente católico de la población al ordenar la expulsión a la Compañía de Jesús del territorio ecuatoriano las mismas que desplegaron las misiones en la Amazonía del Ecuador.
Durante el gobierno del general José María Urbina abolió la esclavitud de los esclavos negros, Gabriel García Moreno comienza la tarea de denunciar mediante la prensa escrita los atropellos cometidos por el gobierno; principalmente de los denominados Tauras,el presidente José María Urbina al decretar la abolición de la esclavitud en el Ecuador, había utilizado a los libertos para conformar una élite de soldados incondicionales a su persona y gobierno, recibiendo denuncias contra el presidente José María Urbina utilizaba a los Tauras como los encargados de intimidar a los opositores a su gobierno y como los encargados de ejecutar los destierros que decretaba.
García Moreno y su círculo periodístico (entre ellos Rafael Carvajal y su cuñado Roberto Ascázubi) fueron desterrados del territorio ecuatoriano debido a su oposición al presidente José María Urbina. En el exilio García Moreno decide embarcarse a la ciudad de París para completar sus estudios en la Sorbona.Terminado el periodo presidencial en 1856 se realizan las elecciones presidenciales resultando vencedor el candidato oficialista Francisco Robles, decidiendo el nuevo presidente indultar a los desterrados durante el régimen de su predecesor y de este modo, Gabriel García Moreno regresa al Ecuador entrando en la vida política de la nación al resultar ser electo senador por la provincia de Pichincha.
En 1857 el gobierno del presidente Francisco Robles había cedido a los acreedores ingleses la explotación de una parte del territorio ecuatoriano de la región amazónica con el objetivo del pago de la deuda inglesa. Enterado de este acontecimiento, el presidente peruano Ramón Castilla, basándose en una interpretación de la Real Cédula de 1802,protestó por aquella cesión aludiendo que ese territorio que se pretendía entregar aún se encontraba en litigio limítrofe entre Ecuador y Perú. De esta forma el gobierno peruano a través de su diplomático en Quito, Juan Celestino Cavero, forzó a romper relaciones diplomáticas.
En las sesiones del senado de 1858 se entregaron las facultades extraordinarias al presidente para que este lograra contener las amenazas de guerra de parte del Perú. Pero todo tomó otro rumbo cuando el presidente peruano declaró que en realidad no quería la guerra con el Ecuador, sino más bien la caída del poder de Francisco Robles y José María Urbina. Esta noticia fue tomada en buen tono por parte de la mayoría de personas que eran opositores al gobierno central por los excesos que este había cometido (como por ejemplo en la manera de reclutar gente y recolectar fondos), en medio de tensiones entre conservadores con liberales se reveló un plan de negocios donde el presidente Francisco Robles a través de un tratado de concesiones guaneras donde las islas Galápagos pasaban a control del presidente estadounidense Franklin Pierce o su sucesor James Buchanan,como un intento de garantizar un protectorado entre el Ecuador con los Estados Unidos,siendo recibido con polémica al ser acusado que dicho plan implicaba vender las islas Galápagos a Estados Unidos.
El 26 de octubre de 1858 el gobierno de Castilla ordenó el bloqueo pacífico de toda la costa ecuatoriana. El presidente Francisco Robles ante tal situación decide trasladar el 10 de enero de 1859 la capital política de la República a Guayaquil mientras el senador García Moreno, junto con Pedro Moncayo, fue el mayor opositor del presidente Robles. A su vez el senado, en su mayoría contraria también al presidente, quitó las facultades extraordinarias a Robles. Ante esta situación, por petición de Urbina, los senadores gobiernistas se ausentaron del senado para lograr así interrumpir las reuniones de esta cámara por falta de quórum.

## Levantamiento antigubernamental
El traslado de la capital política a Guayaquil acabó siendo el hecho el punto de conflicto para que varias personas se sublevaran contra el gobierno. El municipio de Quito protestó por este hecho e imprimió una protesta solemne; sin embargo el gobierno decretó el destierro de sus autores. El impresor Vicente Valencia que había intentado escapar de la escolta que lo conducía, fue atrapado nuevamente y fusilado.
Los opositores Gabriel García Moreno y Pedro Moncayo recibieron la orden de destierro por parte del gobierno.

### Intento de golpe militar en Guayaquil
El 4 de abril de 1859 el general Manuel Tomás Maldonado ordena al ejército al mando del comandante Francisco Darquea arrestar al presidente Francisco Robles que se encontraba en su domicilio de Guayaquil y llevarlo arrestado al cuartel. Guillermo Franco sería quien frustró el golpe militar al asesinar a Darquea. Maldonado al conocer el fracaso de la rebelión y al presentarse la oportunidad de obtener amnistía general para sí y todo su ejército acepta someterse al gobierno.

### Rebelión de la sierra ecuatoriana
El 1 de mayo de 1859 en la ciudad de Quito, el gobernador de la provincia de Pichincha, Manuel Tobar, publicó un manifiesto convocando al pueblo quiteño con el objetivo de manifestarse contra los peligros que amenazaban al país. El ministro Marcos Espinel que residía en Quito se dirigió a los cuarteles a exigir al ejército la lealtad al gobierno constituido, sin embargo el ejército abandonó el bando gobiernista.
En la Universidad Central del Ecuador se habían reunido las personalidades más influyentes de la ciudad al escuchar el llamado del gobernador. La muchedumbre congregada decide pronunciarse contra el presidente Robles y declarar su deposición. Como nuevo gobierno provisional se formaría un triunvirato formado entre Gabriel García Moreno, Jerónimo Carrión y Pacífico Chiriboga (como suplentes se nombró a Manuel Gómez de la Torre, José María Avilés y Rafael Carvajal), que se fortificó, con la adhesión de la provincia de Imbabura y la provincia de Chimborazo a su gobierno.

### Primeros enfrentamientos bélicos
El gobierno provisional de Quito enviaría una carta al presidente Francisco Robles que se encontraba domiciliado en Guayaquil exigiéndole la renuncia. Sin embargo el presidente decide declarar a Quito como rebelde y enviar al ejército para aplastar la rebelión hecho que desencadena la guerra civil.
Gabriel García Moreno recibió la noticia del cambio efectuado en Quito mientras se encontraba en la capital política peruana (Lima) decidiendo regresar al Ecuador para liderar el gobierno provisional. En esos momentos el general José María Urbina en su calidad de general en Jefe del ejército ecuatoriano avanza a Quito para aplastar la rebelión. El 3 de junio de 1859 se produce la batalla de Tumbuco entre el ejército rebelde comandado por Gabriel García Moreno y el coronel Ignacio de Veintemilla contra el ejército gobiernista al mando del generales José María Urbina y Fernando Ayarza. La derrota de los rebeldes permitió a Urbina conquistar la ciudad de Quito el 16 de junio.
Los miembros del gobierno provisional decidieron escapar a la vecina Confederación Granadina (actual Colombia) para escapar de la persecución urbinista. García Moreno decide embarcarse al vecino Perú a entrevistarse con el presidente peruano Ramón Castilla a pedirle ayuda para continuar con la rebelión.
El presidente Francisco Robles aprobó y publicó un decreto que imponía una contribución de cien mil pesos a las poblaciones que habían estado con el triunvirato quiteño.

## El territorio ecuatoriano empieza a fragmentarse

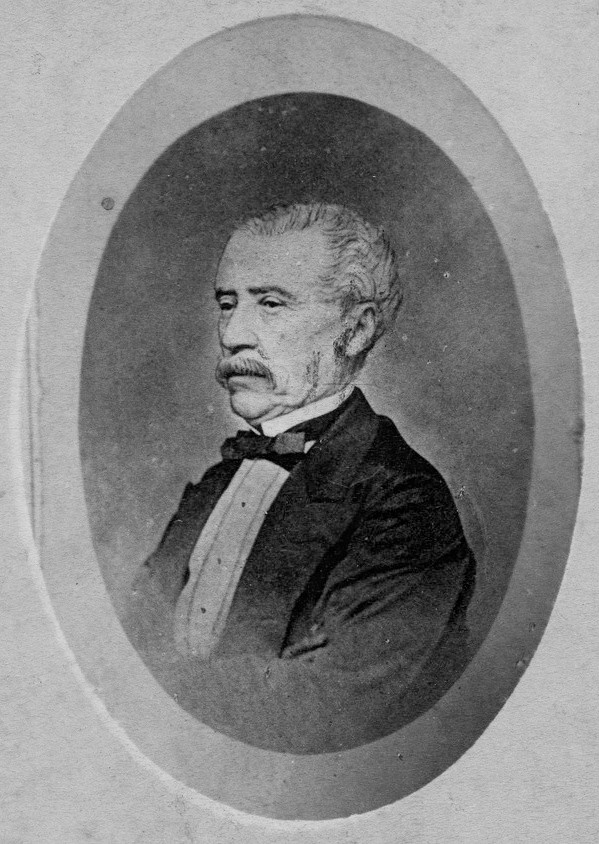
Retrato del general José María Urbina.

En Guayaquil, García Moreno que había regresado con armas y municiones del Perú para combatir contra Urbina-Robles, conferenció con el general Guillermo Franco que ejercía como jefe de la guarnición de Guayaquil para convencerlo de firmar un armisticio con el jefe de la escuadra naval peruana. Este se efectúa el 24 de agosto de 1859 y la provincia del Guayas queda el libertad de elegir mediante sufragio electoral un gobierno provisorio.
Rafael Carvajal como miembro suplente del gobierno provisional de Quito había conseguido en Pasto un grupo de voluntarios y mercenarios (entre ellos se encontraba como mercenario Faustino Rayo) para reconquistar Quito. Derrotan a las fuerzas gobiernistas en la provincia de Imbabura lo que le permite entrar triunfalmente en Quito el 10 de septiembre de 1859 donde el gobierno provisional es restaurado.
Mientras tanto en las poblaciones de la provincia del Guayas, se realizaban las elecciones (14 de septiembre de 1859) para elegir gobierno entre los candidatos Gabriel García Moreno y Guillermo Franco. En las ciudades de Babahoyo, Baba y Daule los votos favorecieron a Gabriel García Moreno, en la ciudad de Guayaquil una escasa mayoría favorecía a Guillermo Franco otorgangole el gobierno de facto de la provincia del Guayas. El general Guillermo Franco ahora proclamado Jefe Supremo del Guayas obtiene el apoyo y beneplácito del contraalmirante peruano Ignacio Mariátegui y Tellería para sostener su dictadura regional.
Esto acontecimientos precipitan la salida del país del presidente Francisco Robles y el general José María Urbina por lo que Fernando Ayarza ahora como segundo Jefe del ejército ecuatoriano decide respaldar la dictadura regional de Guillermo Franco.La ciudad de Loja el 18 de septiembre de 1859 decide reconstituirse como estado federado al mando de Manuel Carrión Pinzano, por otro lado la ciudad de Cuenca imitando a Loja decide reconstituirse como estado federado al mando de Ramón Borrero, de ese todo el territorio ecuatoriano se encuentra fraccionado en una tetrarquía: Quito, Guayaquil, Loja y Cuenca.
Mientras tanto el gobierno del Perú ya había urdido su conspiración contra el Ecuador. El general Tomás Cipriano de Mosquera recibiría ayuda económica y bélica del Perú para conseguir la secesión del Estado Soberano del Cauca de la Confederación Granadina y apoyar la eventual conquista de las provincias limítrofes del Ecuador; a cambio el Perú recibiría las provincias de Guayas y Loja que se anexionarían a su territorio. Este tratado firmado en Popayán el 16 de septiembre de 1859 se conoció internacionalmente como el Tratado Mosquera-Zelaya, dicho tratado además de beneficiar a Nueva Granada como a Perú, también abría la posibilidad para que los mandatorios Manuel Montt de Chile, Gabriel Antonio Pereira del Estado Oriental Uruguayo y el emperador Pedro II del imperio Brasileño obtuvieran soberanía del territorio ecuatoriano.

## Invasión peruana a Guayaquil

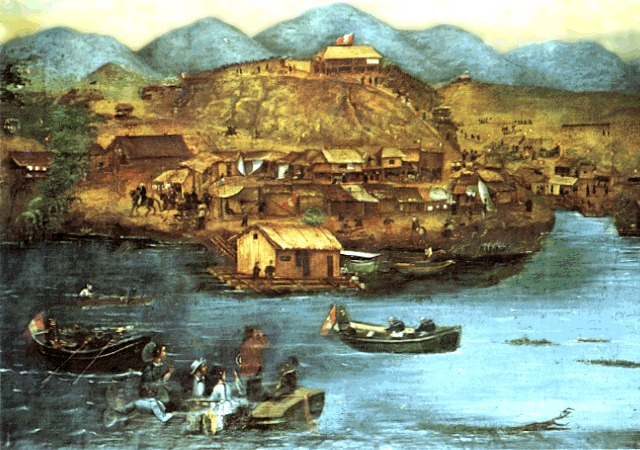
Pintura anónima del, que representa la toma de Guayaquil por parte del ejército peruano en 1860.

En esos momentos el gobierno provisional de Quito mantiene bajo su autoridad a las principales ciudades de la sierra ecuatoriana. Guillermo Franco decide contactar con varios jefes de la guarnición de Riobamba para convencerlos de sublevarse contra el gobierno provisional de Quito. Gabriel García Moreno llegado a la ciudad el 7 de noviembre de 1859 es apresado por los soldados que lo intimidan a renunciar a su cargo en el gobierno provisional. La negativa de García Moreno a renunciar provoca su encarcelamiento en el cuartel.
Apresado en el cuartel, García Moreno es capaz de convencer a su carcelero para dejarlo en libertad a cambio de amnistía por su traición al gobierno provisional de Quito. Afuera de su prisión García Moreno se dirige a Calpi donde se encontraban sus partidarios dispuestos a enfrentarse contra la soldadesca amotinada. Los rebeldes que se encontraban en Riobamba y Mocha, fueron encarcelados, otros jefes como el capitán Teodomiro Palacios fue juzgado en un consejo de guerra y fusilado.
El presidente peruano Ramón Castilla decidió partir personalmente hacia el Ecuador, al frente de una expedición de 15 buques y con 6.000 soldados a bordo. La escuadra peruana se presentó en la ría de Guayaquil y Castilla exigió que se permitiera el desembarco de sus tropas, lo que fue aceptado. Las tropas peruanas se posesionaron de las alturas de Mapasingue, desde donde se dominaba Guayaquil y sus accesos.
Llegada la noticia a Quito del tratado Mosquera-Zelaya, Gabriel García Moreno y el gobierno provisional de Quito al sentir la impotencia de no poder hacer nada mientras el Ecuador se resquebrajaba ante la división política interna, la invasión peruana y la tentativa de repartirse el territorio ecuatoriano por parte de gobiernos extranjeros, desarrolló un proyecto de intervención europea por medio de un protectorado del Segundo imperio francés. El pedido se hizo por medio de tres cartas a Emilie Trinité, encargado de negocios de Francia con sede en Guayaquil, y en ellas se solicitaba una asociación con el imperio dirigido por Napoleón III, similar a la que tenían Canadá con el Reino Unido en aquella época.
Mientras tanto el gobierno peruano había despachado cartas a los cuatro gobiernos regionales del Ecuador para invitarlos a una conferencia para resolver la cuestión de límites territoriales. El 1 de enero de 1860 se verificó en Guayaquil la reunión de los representantes de los cuatro gobiernos. Acordaron estos autorizar al general Guillermo Franco para reunirse con el presidente peruano Ramón Castilla como representante del Ecuador unificado, bajo condición que el Ecuador no aceptaría enajenar su territorio a otro país extranjero bajo ningún pretexto. Pero Franco rechazó aceptar condiciones y ordenó arrestar a los representantes de Quito y luego los expulsó.
Castilla solicitó a Franco que se le dieran cuarteles en la misma Guayaquil, pedido que le fue concedido. Finalmente, los representantes de Castilla y Franco firmaron el Tratado de Mapasingue, el 25 de enero de 1860. El tratado se basó en una interpretación de la real cédula de 1802, que separó la jurisdicción religiosa de los territorios orientales de la Presidencia de Quito y la subordinó al Virreinato del Perú. Con esa base, el tratado reconocía la soberanía peruana sobre las tierras que Ecuador pretendía ceder.

## El Gobierno Provisional de Quito unifica el Ecuador

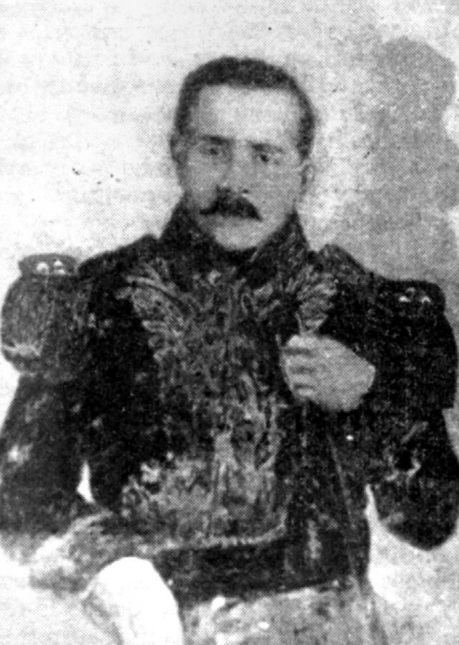
Retrato del general Guillermo Franco Herrera.

Una vez que Gabriel García Moreno se enteró del Tratado de Mapasingue entre Guillermo Franco y Ramón Castilla, aunado tanto con el exilio de José María Urbina como de Francisco Robles, ordenó a sus principales comandantes Ignacio de Veintimilla, Secundino Darquea, Antonio Martínez Pallares, Manuel Tomás Maldonado y Francisco Javier Salazar comandar a cada una de las fuerzas del gobierno de Quito a contraatacar y aplastar a las fuerzas de la Jefatura Suprema de Guayaquil. Ante las noticias de los movimientos militares del gobierno provisional Quito, el general Guillermo Franco envió a sus comandantes de confianza, el general Fernando Ayarza, el coronel Raimundo Rios y el capitán Patricio Vivero a conquistar Cuenca, al coronel José Vallejo a reforzar la ciudad de Loja, y el coronel Cornelio Vernaza a resguardar la ciudad de Guayaquil.
En un principio el general Guillermo Franco tenía previsto reconquistar Quito invadiendo por la parte occidental de la Provincia de Pichincha enviando a un ejército al mando del capitán Manuel Cerda y el coronel Matías León, que fue aplastado en la Batalla de Quito, donde el bando conservador al mando del general Secundino Darquea y el capitán Antonio Martínez Pallares, capturó una gran cantidad de soldados liberales así como la ejecución del coronel Matías León y el capitán Manuel Cerda quienes encontrarían su muerte en el campo de batalla.Con la victoria obtenida Gabriel García Moreno ordenó a su ejército la reconquista de Cuenca, mientras él personalmente se dirigía a Loja acompañado del coronel Antonio Martínez Pallares y el comandante Francisco Sánchez a buscar un acuerdo de unificación entre ambos gobiernos regionales.
Con la llegada del año 1860 Cuenca fue completamente invadida por el ejército del gobierno provisional de Quito comandado por el general Manuel Tomás Maldonado y el general Secundino Darquea, siendo defendida por las fuerzas franquistas al mando del general Fernando Ayarza, el coronel Raimundo Ríos y el capitán Patricio Vivero que al verse sometidas ante la superioridad numérica del bando conservador, huyen del campo de batalla, resultando capturado el general Fernando Ayarza, ante su captura Fernando Ayarza sería conducido a Quito, donde en un principio lo iban a condenar a muerte dada su relación con el bando de Francisco Robles y Guillermo Franco,sin embargo ante la intervención Roberto Ascázubi, Manuel Gómez de la Torre y José María Avilés, fue declarado en libertad, por sus antecedentes como héroe de guerra durante las campañas independentistas, bajo condición de que le diera una absoluta lealtad al gobierno de Quito. El coronel Antonio Martínez Pallares y el comandante Francisco Sánchez lograron conquistar Loja, ciudad que era defendida por el coronel José Vallejo el cual fue condenado a la pena de fusilamiento junto a los soldados liberales capturados en la ciudad, logrando la firma de un convenio entre el gobierno federal de Loja y Gabriel García Moreno como líder del gobierno provisional de Quito ratificando el ingreso de Loja al gobierno de Quito; a cambio Quito reconocería la autonomía de Loja para elegir sus autoridades locales hasta la reunión de una asamblea constituyente que reorganice la república el 23 de marzo de 1860.

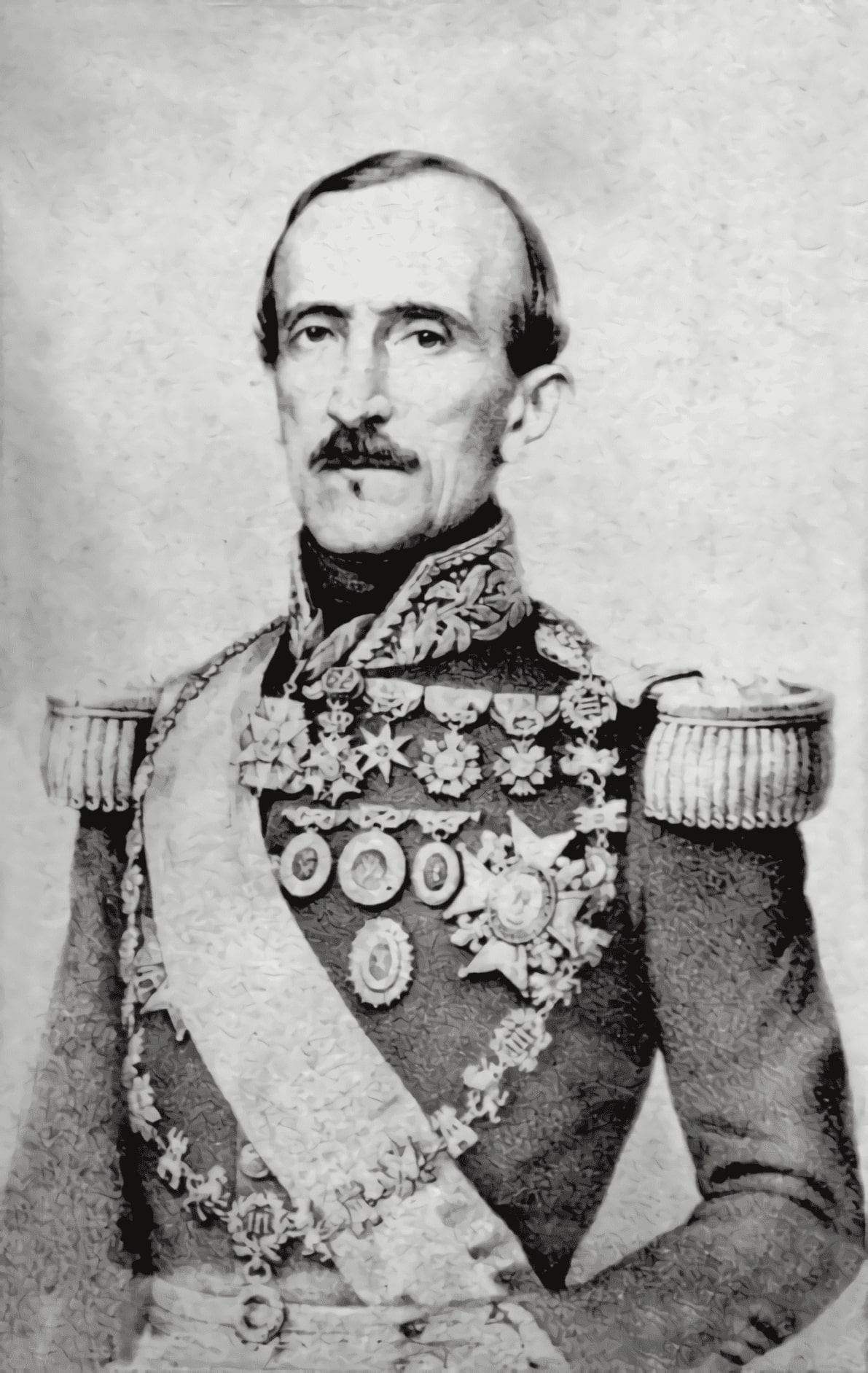
Retrato del general Juan José Flores.

Durante el mes de abril, el general Fernando Ayarza valiéndose de su influencia sobre el ejército ecuatoriano desde los días de la Revolución de los Chihuahuas de 1833 y la Revolución marcista de 1845, ideó una conspiración contra el gobierno de Quito que fue descubierta por el coronel Francisco Javier Salazar quien se había quedado resguardando la ciudad, por lo que arrestó a cada uno de los involucrados.Para ese momentos Gabriel García Moreno regreso a la capital tras unificar a la ciudad de Loja, por lo que al conocer el complot interrogó personalmente al general Fernando Ayarza discutiendo agresivamente con él, acusándolo de traidor y ordenando como autoridad máxima del gobierno de Quito a que lo castigaran con la flagelación, castigo que fue cumplido a medias debido a la intervención de Roberto Ascázubi como de Manuel Gómez de la Torre, ocasionando posteriormente la muerte del general Fernando Ayarza el 23 de septiembre de 1860 producto del castigo. Con la noticia del castigo que se le dio al general Fernando Ayarza, entre 300 hasta casi 1000 soldados presentaron su renuncia al bando conservador, los cuales se unieron al bando franquista, por su parte el general Guillermo Franco ordenó el avance de sus tropas quienes lograron conquistar la ciudad Babahoyo, la cual se encontraba en resguardo del bando conservador.
Durante estos acontecimientos el expresidente Juan José Flores regresó al Ecuador el 27 de mayo de 1860 tras de su exilio forzado al término de la Revolución marcista. Llegó a Quito acompañado por sus hijos Antonio Flores Jijón y Reinaldo Flores Jijón, siendo recibido como un héroe independentista entre muestras de júbilo de la población quiteña, pidió una reunión con los miembros del gobierno provisional de Quito donde les ofreció inmediata ayuda juntando un ejército mercenario de 1200 soldados, bajo la condición de que los juicios en su contra sean prescriptos y que todas las posiciones de su familia le sean devueltas, al mismo tiempo Gabriel García Moreno recibiría la noticia por parte del capitán Julio Sáenz, de que los también héroes de la independencia, los generales Tomás Carlos Wright y Juan Manuel Uraga se unirían al bando conservador para acabar de una vez por todas del ejército franquista.
En Guaranda donde se encontraba el principal campamento del ejército del gobierno provisional de Quito fueron organizadas las fuerzas para librar la última batalla contra el bando liberal, al mando del general Juan José Flores y Gabriel García Moreno contra las fuerzas liberales controladas por el general Guillermo Franco en la costa ecuatoriana. En una campaña relámpago las fuerzas del gobierno provisional de Quito ocupan y reconquistan Babahoyo, mientras que las fuerzas franquistas nuevamente sometidas se ven obligadas a huir a Guayaquil, donde se refugiaron esperando el ataque de las fuerzas conservadoras, siendo derrotadas el 24 de septiembre de 1860 en la batalla de Guayaquil.Inmediatamente el ejército franquista es capturado por el general Juan José Flores, mientras que el general Guillermo Franco huye del Ecuador junto aun grupo de sus soldados saltando al río Guayas donde serían rescatados por un buque de la armada peruana. Con la derrota franquista, Guayaquil decide integrarse al gobierno provisional de Quito, finalizando la guerra civil con el triunfo de los rebeldes conservadores y logrando la unión de la república.

## Consecuencias

### Garcianismo

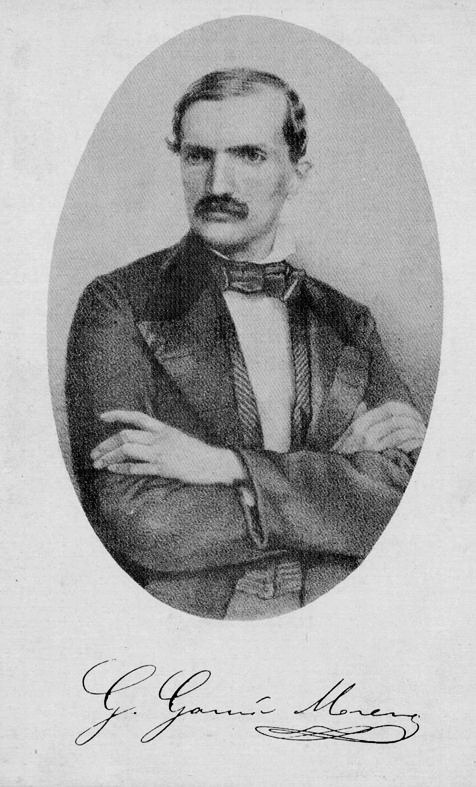
Retrato de Gabriel García Moreno autografiado.

Gabriel García Moreno reconocido por todo el país como el nuevo Jefe Supremo de la República cambió mediante decreto del 26 de septiembre de 1860 la bandera bicolor celeste y blanca (impuesta en la Revolución marcista), por el tricolor amarillo, azul y rojo de la bandera grancolombiana, siendo desde aquel año el símbolo nacional que representa a la República del Ecuador.
García Moreno en el ejercicio de su poder dictatorial emitió dos decretos: el primero rehabilitaba al general Juan José Flores y su familia, le devolvía sus propiedades confiscadas y le confirmaba el cargo vitalicio de general en Jefe del ejército ecuatoriano ganando con esto mayor influencia y poder en Ecuador, sin embargo asumiría Juan José Flores el cargo durante cuatro años, donde sería derrotado en la batalla de Cuaspud contra el general Tomás Cipriano de Mosquera,hasta su asesinato a manos del general José María Urbina en el combate de Santa Rosa,por parte de su hijo Antonio Flores Jijón reconocido como héroe de batalla por disposición del presidente García Moreno fue enviado a Francia para proponer el plan del protocolo francés al emperador Napoleón III,en dicho cargo también envió cartas credenciales al presidente Abraham Lincoln, al confederado Jefferson Davis y la reina Victoria de Gran Bretaña.
Por otro lado el segundo decreto permitía el libre ingreso de los miembros de la Compañía de Jesús y otras comunidades católicas en el territorio ecuatoriano que habían sido expulsadas con José María Urbina. Esto le permitiría a García Moreno durante sus presidencias impulsar la educación trayendo a científicos como Luis Sodiro, Franz Teodoro Wolf y Juan Bautista Menten que desarrollarían la biología, la geografía y la astronomía respectivamente a través de la creación de la Escuela Politécnica y el Observatorio Nacional.
Convocadas las elecciones a la asamblea constituyente para restaurar la estabilidad constitucional e institucional del país, Gabriel García Moreno es elegido Presidente Constitucional de la República por la asamblea constituyente para el período (1861-1865).Su posesión le hizo ganar una fuerte popularidad en el país,pero también desconfianza por sus métodos tiránicos en contra de los liberales,siendo esta conducta la que se vería plasmada en diferentes críticas constructivas por el escritor Juan Montalvo,con la elección presidencial de Gabriel García Moreno comenzó la etapa de dominio conservador o garcianismo,que duraría hasta 1875 con el magnicidio de García Moreno, donde sus medidas políticas se mantendrían durante los siguientes mandatos con los presidentes de la llamada época progresista,con el gobierno de Antonio Borrero, Antonio Flores Jijón y Luis Cordero Crespo hasta su decadencia con el inicio de la revolución liberal del general Eloy Alfaro.
Una vez que finalizó la guerra civil y viéndose obligados a exiliarse a Perú, el expresidente Francisco Robles, junto al general José María Urbina, el general Guillermo Franco y el coronel Cornelio Vernaza,sin fuerza política en el Ecuador y con la noticia de la constante represión política de Gabriel García Moreno a los liberales, comandaron diferentes conspiraciones o intentos de golpes de estado con el apoyo de varios soldados, literarios o políticos entre ellos Eloy Alfaro, en un intento de tomar el control del gobierno ecuatoriano,pero cada movimiento resultó en un fracaso, ya que todas fueran detenidas por sus generales Francisco Salazar, Julio Sáenz y Secundino Darquea, del mismo modo se cobró la vida de varios liberales como los capitanes José María Robles,José María Vallejo, Daniel VIteri, o el literario Juan Borja y Lizarzaburu,cómo soldados que desertaron del ejército de Gabriel García Moreno entre ellos al general Manuel Tomás Maldonado, y el coronel José de Veintimilla,a su vez enfrentaría la sublevación de diferentes comunidades indígenas encabezadas por diferentes líderes comuneros como Agustín Miranda,Antonio Obado, Fernando Daquilema,Manuela León, Francisco Buñay y Julian Manzano.

### Del sistema departamental al provincial
Después de la guerra civil, el Ecuador pasaría de un sistema departamental a uno que se base en provincias. Alrededor de esto, se debatió si para efectos fiscales se debía mantener el sistemas con tres departamentos ante lo cual la respuesta fue negativa y se procedió a la centralización de las rentas para su posterior distribución por provincias. Además también se discutió si los gobernadores debían poder ser determinados por el ejecutivo o por votación de cada provincia. Muchos buscaron a través de esto disminuir el poder del gobierno central pero no se lograron poner de acuerdo para llegar a una decisión. Por su parte Guayaquil y Cuenca buscaran mantener el sistema de tres departamentos, mientras que Imbabura, Chimborazo, Loja y Manabí querían presionar para poder tener un esquema provincial. Después de la división en cuatro gobiernos por la guerra civil, a su resolución se llegó a un acuerdo entre los sectores dominantes de cada región para poder lograr la reconstitución del Estado, bajo la figura de Gabriel García Moreno. De esta manera en 1861 se borraría el esquema departamental. Años más tarde, en 1880 se crearían las nuevas provincias con lo que quedaría definido la división entre Costa y Sierra.